# Graphomya
Genre
Graphomya est un genre d'insectes diptères brachycères de la famille des Muscidae.

## Liste d'espèces
Selon Catalogue of Life (1 mars 2013) :
- Graphomya adumbrata
- Graphomya alaskensis
- Graphomya amazonensis
- Graphomya americana
- Graphomya amputatofassciata
- Graphomya arcuatofasciata
- Graphomya atripes
- Graphomya aurantioventris
- Graphomya aurata
- Graphomya auriceps
- Graphomya campbelli
- Graphomya chilensis
- Graphomya columbiana
- Graphomya connexa
- Graphomya cubana
- Graphomya eustolia
- Graphomya eximia
- Graphomya fascigera
- Graphomya fasciventris
- Graphomya hypocrita
- Graphomya idessa
- Graphomya interior
- Graphomya kovaci
- Graphomya leucomelas
- Graphomya luteiventris
- Graphomya maculata
- Graphomya mallochi
- Graphomya mediolinea
- Graphomya mellina
- Graphomya mendozana
- Graphomya meridionalis
- Graphomya mexicana
- Graphomya minor
- Graphomya minuta
- Graphomya occidentalis
- Graphomya opima
- Graphomya panamensis
- Graphomya parvinotata
- Graphomya paucimaculata
- Graphomya podexaureus
- Graphomya praedicens
- Graphomya rossi
- Graphomya rufitibia
- Graphomya rufiventris
- Graphomya setifrons
- Graphomya shoutedeni
- Graphomya stipata
- Graphomya superba
- Graphomya tienmushanensis
- Graphomya transitionis
- Graphomya uniseta
- Graphomya vittata

Selon ITIS (20 aout 2016) :
- Graphomya alaskensis Arntfield, 1975
- Graphomya americana Robineau-Desvoidy, 1830
- Graphomya columbiana Arntfield, 1975
- Graphomya idessa (Walker, 1849)
- Graphomya interior Arntfield, 1975
- Graphomya minuta Arntfield, 1975
- Graphomya occidentalis Arntfield, 1975
- Graphomya transitionis Arntfield, 1975
- Graphomya ungava Arntfield, 1975

Selon Fauna Europaea (20 aout 2016) :
- Graphomya maculata (Scopoli, 1763)
- Graphomya minor Robineau-Desvoidy, 1830